# Як чудово повернутись!
Як чудово повернутись! (англ. It's Great to Be Back!) — науково-фантастичне оповідання Роберта Гайнлайна. Входить в цикл творів «Історія майбутнього». Опубліковане журналом The Saturday Evening Post в липні 1947.

## Сюжет
Науковець в галузі фізичної хімії МакРей та його дружина, які декілька років пропрацювали в Луна-Сіті на Місяці, часто жалкують за життям на Землі. Їхні скарги призводять до конфліктів з «лунатиками», які люблять свій новий дім. МакРеї вирішують повернутися на Землю. По прильоту вони виявляють, що Земля з їхніх мрій, не зовсім подібна на справжню. Їм не комфортна земна гравітація; вони забули про смог, протяги, погану погоду, низьку якість сервісу. Їх дратують упередження пересічних землян про щодо «лунатиків».
Наприкінці оповідання МакРеї вирішують повернутися в Луна-Сіті, де їх радісно приймають їхні колеги, тепер, коли ті усвідомили, що були щасливі на Місяці.

## Цитати
|  | Ти знаєш відповідь: інтелект. Відправка людини на Місяць коштує дорого, а утримання там — тим більше. Щоб окупити себе, вона повинна бути гідною: з високий IQ, хорошим індексом сумісності, чудовою освітою. Все це робить людину приємною і цікавою в спілкуванні. Ми розпещені: тупість обивателя, яку «землерийки» не помічають, для нас є нестерпною. І неважливо, що Луна-Сіті — найзручніше місто коли-небудь побудованих. Головне — люди. Оригінальний текст (англ.) You know the answer: Intelligence. It costs a lot to send a man to the Moon and more to keep him there. To payoff, he has to be worth a lot. High I.Q., good compatibility index, superior education - everything that makes a person pleasant and interesting to have around. We're spoiled; the human cussedness that groundhogs take for granted, we now find intolerable, because Loonies are different. The fact that Luna City is the most comfortable environment that man ever built for himself is unimportant; it's people who count. |